# 洪福邨公共運輸交匯處

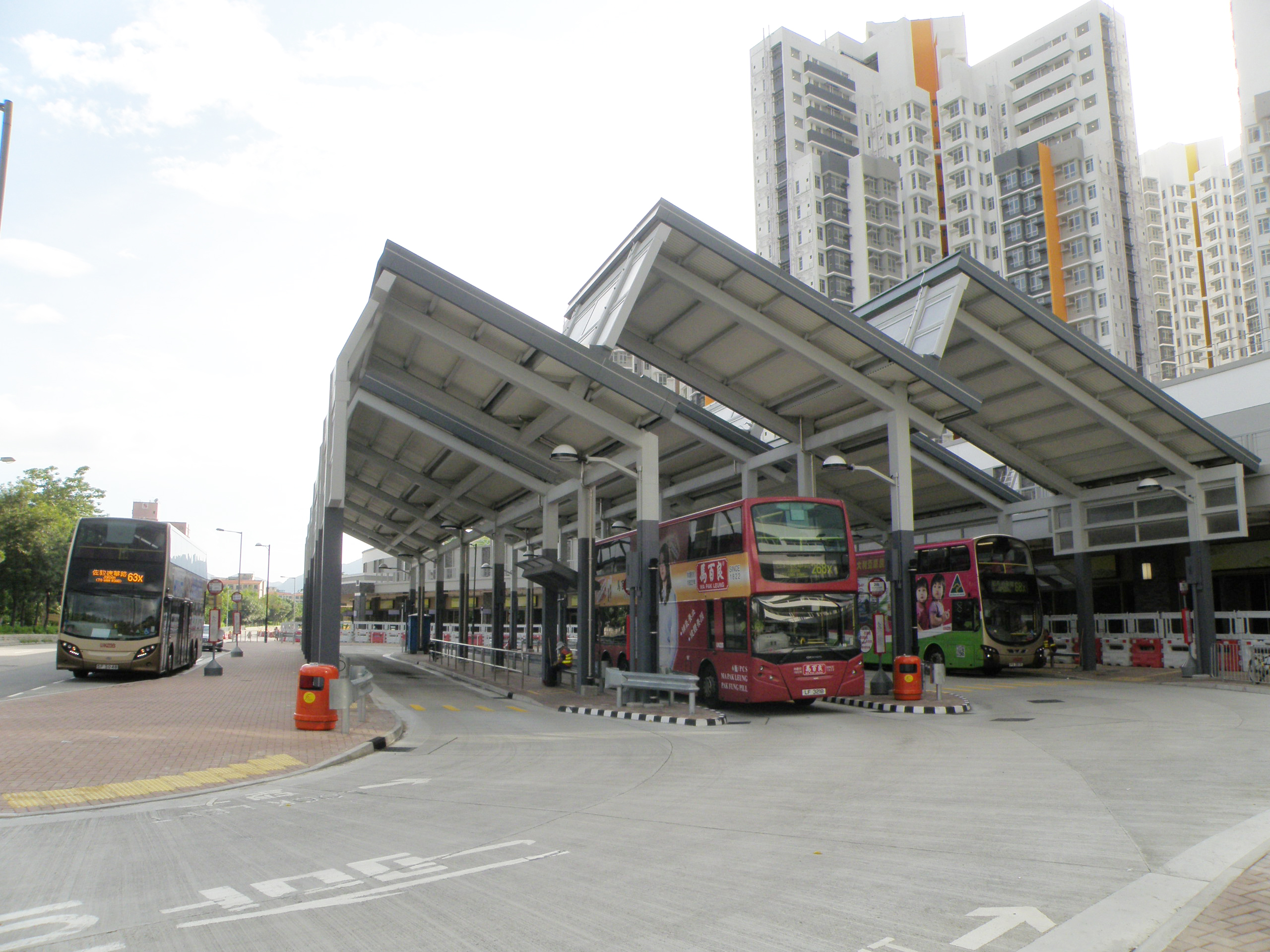
洪福邨公共運輸交匯處

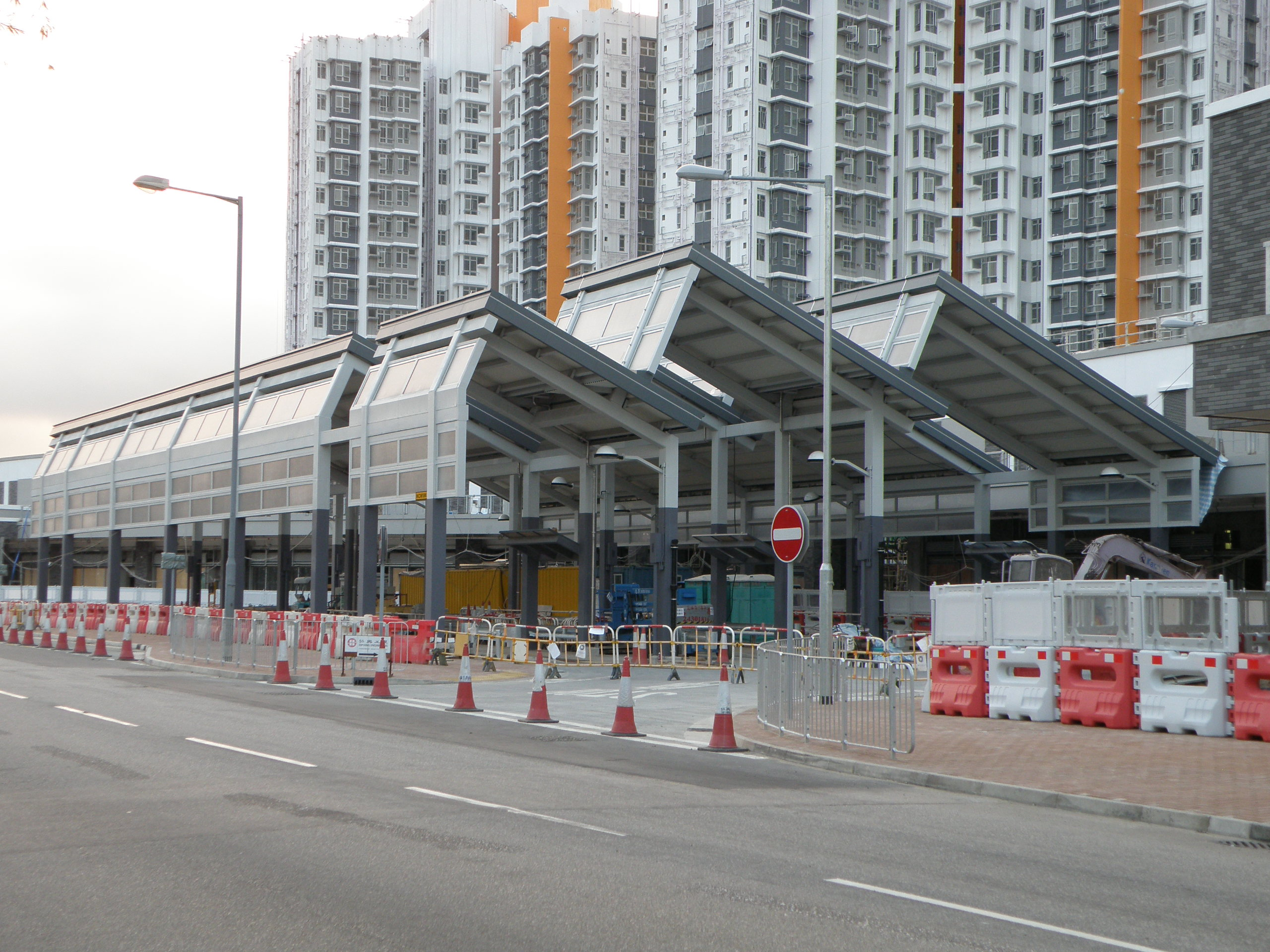
洪福邨公共運輸交匯處工程（2015年）

洪福邨公共運輸交匯處（英語：Hung Fuk Estate Public Transport Interchange）位於元朗區洪水橋洪水橋田心路洪福邨洪福商場外，是一個坑狀半露天車站。此站於2015年6月6日啟用。
雖然九龍巴士258P線和港鐵巴士K75S線於洪福邨作回程總站或循環點，實際上是在洪天路設站。

## 歷史
洪福邨是洪水橋新市鎮首個公共屋邨，共提供4,905個單位。屋邨包括一個公共運輸交匯處，由房屋署總建築師（3）、劉榮廣伍振民建築師事務所（香港）有限公司及興業建築師有限公司設計，並由協興建築有限公司承建。
配合洪福邨於2015年6月落成入伙，原本於田心路及洪元路泊街的路線（960P、960X線除外）於6月6日遷入此站，同時配合路線重組，68X遷入此站後會縮短路線至旺角（柏景灣），而其分支路線268X則改為全日服務。

## 總站路線資料（巴士）

### 九龍巴士63X線
- 洪水橋（洪福邨） ↔ 佐敦（西九龍站）

由洪福邨開出，途經藍地及屯門來往荔枝角、旺角及油麻地。若果乘客於洪水橋目送本班車離開，可以考慮改乘268X線。

### 九龍巴士67R線
- 佐敦（匯民道） → 洪水橋（洪福邨）

### 九龍巴士68X線
- 洪水橋（洪福邨） ↔ 旺角（柏景灣）

由洪福邨開出，途經元朗大馬路來往荔枝角、深水埗、旺角及大角嘴。若果乘客想更快來往旺角，可考慮乘搭268X線。

### 九龍巴士258A、258P線
258A
- 洪水橋（洪福邨） → 藍田站

由洪福邨開出，途經藍地及屯門前往黃大仙、新蒲崗、九龍灣、觀塘及藍田。只於星期一至五07:10及07:30開出兩班。
258P
- 洪水橋（洪福邨） → 藍田站

由洪福邨開出，途經藍地及屯門新墟來往黃大仙、新蒲崗、九龍灣、觀塘及藍田。只於平日上繁及下繁服務。

### 九龍巴士268X線
- 洪水橋（洪福邨）↔ 佐敦（西九龍站）

由洪福邨開出，經元朗大馬路來往旺角及油麻地。若果乘客於洪水橋目送本班車離開，可以考慮改乘63X線。

### 過海隧道巴士160R線
- 未有資料，請加入至Module:香港巴士/crh。

### 過海隧道巴士960A線
- 中環（砵典乍街） → 洪水橋（洪福邨）

由砵典乍街開出後前往建生邨、富泰邨、藍地及洪水橋。只於星期一至五18:30開出一班。

## 外部連結
- 九巴（页面存档备份，存于）
- 香港巴士大典上的相关条目：洪福邨公共運輸交匯處